# Évolution des relations diplomatiques du Saint-Siège en 2004
Représentation actuelle du Saint-Siège
- 2000
- 2001
- 2002
- 2003
- 2004
- 2005
- 2006
- 2007
- 2008

Représentations : près le Saint-Siège, pour le Saint-Siège
Cette liste présente les évolutions des relations pour et près le Saint-Siège en 2004.

## Évolution des relations près le Saint-Siège
| Date | Pays | Nom |
| ---- | ---- | --- |

## Évolution des relations pour le Saint-Siège
| Date            | Pays               | Titre             | Nom                    | Nationalité |
| --------------- | ------------------ | ----------------- | ---------------------- | ----------- |
| 10 janvier 2004 | République tchèque | Nonce apostolique | Diego Causero          | Italie      |
| 17 janvier 2004 | Djibouti           | Nonce apostolique | Ramiro Moliner Inglés  | Espagne     |
| 17 janvier 2004 | Éthiopie (en)      | Nonce apostolique | Ramiro Moliner Inglés  | Espagne     |
| 17 janvier 2004 | Somalie (en)       | Nonce apostolique | Ramiro Moliner Inglés  | Espagne     |
| 22 janvier 2004 | Burundi            | Nonce apostolique | Paul Richard Gallagher | Royaume-Uni |
| 27 janvier 2004 | Nigeria (en)       | Nonce apostolique | Renzo Fratini          | Italie      |
| 10 février 2004 | Guatemala (en)     | Nonce apostolique | Bruno Musarò           | Italie      |
| 19 février 2004 | Érythrée (en)      | Nonce apostolique | Dominique Mamberti     | France      |

## Composition du corps diplomatique du Saint-Siège au 31 décembre 2004
| Pays                                  | Représentation        | Représentant                      | Date de nomination |
| ------------------------------------- | --------------------- | --------------------------------- | ------------------ |
| Afrique du Sud                        | Nonce apostolique     | Blasco Francisco Collaço          | 24 mai 2000        |
| Albanie (en)                          | Nonce apostolique     | John Bulaitis                     | 25 mars 1997       |
| Algérie                               | Nonce apostolique     | Thomas Yeh Sheng-nan              | 22 avril 2004      |
| Allemagne                             | Nonce apostolique     | Erwin Josef Ender                 | 25 novembre 2003   |
| Andorre (en)                          | Nonce apostolique     | Manuel Monteiro de Castro         | 1er mars 2000      |
| Angola (en)                           | Nonce apostolique     | Giovanni Angelo Becciu            | 15 octobre 2001    |
| Antigua-et-Barbuda (en)               | Nonce apostolique     | Thomas Gullickson                 | 15 décembre 2004   |
| Antilles                              | Délégué apostolique   | Thomas Gullickson                 | 2 octobre 2004     |
| Argentine (en)                        | Nonce apostolique     | Adriano Bernardini                | 26 avril 2003      |
| Arménie (en)                          | Nonce apostolique     | Claudio Gugerotti                 | 7 décembre 2001    |
| Australie (en)                        | Nonce apostolique     | Ambrose De Paoli                  | 18 décembre 2004   |
| Autriche (en)                         | Nonce apostolique     | Giorgio Zur                       | 8 octobre 2002     |
| Azerbaïdjan (en)                      | Nonce apostolique     | Claudio Gugerotti                 | 13 décembre 2001   |
| Bahamas (en)                          | Nonce apostolique     | Thomas Gullickson                 | 2 octobre 2004     |
| Bahreïn (en)                          | Nonce apostolique     | Giuseppe De Andrea                | 28 juin 2001       |
| Bangladesh (en)                       | Nonce apostolique     | Paul Tschang In-Nam               | 19 octobre 2002    |
| Barbade (en)                          | Nonce apostolique     | Thomas Gullickson                 | 15 décembre 2004   |
| Belgique (en)                         | Nonce apostolique     | Karl-Josef Rauber                 | 22 février 2003    |
| Belize (en)                           | Nonce apostolique     | Giacinto Berloco                  | 5 mai 1998         |
| Bénin                                 | Nonce apostolique     | Pierre Nguyên Van Tot             | 25 novembre 2002   |
| Biélorussie (en)                      | Nonce apostolique     | Martin Vidović                    | 15 septembre 2004  |
| Birmanie (en)                         | Délégué apostolique   | Salvatore Pennacchio              | 20 septembre 2003  |
| Bolivie (en)                          | Nonce apostolique     | Ivo Scapolo                       | 26 mars 2002       |
| Bosnie-Herzégovine (en)               | Nonce apostolique     | Santos Abril y Castelló           | 9 avril 2003       |
| Botswana                              | Délégué apostolique   | Blasco Francisco Collaço          | 24 mai 2000        |
| Brésil (en)                           | Nonce apostolique     | Lorenzo Baldisseri                | 12 novembre 2002   |
| Brunei (en)                           | Nonce apostolique     | Salvatore Pennacchio              | 20 septembre 2003  |
| Bulgarie (en)                         | Nonce apostolique     | Giuseppe Leanza                   | 22 février 2003    |
| Burkina Faso (en)                     | Nonce apostolique     | Mario Roberto Cassari             | 31 juillet 2004    |
| Burundi                               | Nonce apostolique     | Paul Richard Gallagher            | 22 janvier 2004    |
| Cambodge (en)                         | Nonce apostolique     | Salvatore Pennacchio              | 20 septembre 2003  |
| Cameroun                              | Nonce apostolique     | Eliseo Antonio Ariotti            | 17 juillet 2003    |
| Canada                                | Nonce apostolique     | Luigi Ventura                     | 22 juin 2001       |
| Cap-Vert                              | Nonce apostolique     | Giuseppe Pinto                    | 5 février 2002     |
| République centrafricaine             | Nonce apostolique     | Joseph Chennoth                   | 24 août 1999       |
| Chili (en)                            | Nonce apostolique     | Aldo Cavalli                      | 28 juin 2001       |
| Chine (en)                            | fonction supprimée    | vacant                            | 25 mars 1979       |
| Colombie (en)                         | Nonce apostolique     | Beniamino Stella                  | 11 février 1999    |
| Comores (en)                          | Délégué apostolique   | Augustine Kasujja                 | 22 avril 2004      |
| Congo                                 | Nonce apostolique     | Andrés Carrascosa Coso            | 31 juillet 2004    |
| République démocratique du Congo (en) | Nonce apostolique     | Giovanni d'Aniello                | 15 décembre 2001   |
| Îles Cook (en)                        | Nonce apostolique     | Patrick Coveney                   | 14 juillet 2001    |
| Corée du Sud (en)                     | Nonce apostolique     | Emil Paul Tscherrig               | 22 mai 2004        |
| Costa Rica (en)                       | Nonce apostolique     | Osvaldo Padilla                   | 31 juillet 2003    |
| Côte d'Ivoire                         | Nonce apostolique     | Mario Roberto Cassari             | 31 juillet 2004    |
| Croatie (en)                          | Nonce apostolique     | Francisco-Javier Lozano Sebastián | 4 août 2003        |
| Cuba (en)                             | Nonce apostolique     | Luigi Bonazzi                     | 30 mars 2004       |
| Chypre (en)                           | Nonce apostolique     | Pietro Sambi                      | 6 juin 1998        |
| Danemark (en)                         | Nonce apostolique     | Giovanni Tonucci                  | 16 octobre 2004    |
| Djibouti                              | Nonce apostolique     | Ramiro Moliner Inglés             | 17 janvier 2004    |
| République dominicaine (en)           | Nonce apostolique     | Timothy Broglio                   | 27 février 2001    |
| Dominique (en)                        | Nonce apostolique     | Thomas Gullickson                 | 2 octobre 2004     |
| Équateur (en)                         | Nonce apostolique     | Alain Lebeaupin                   | 7 décembre 1998    |
| Égypte                                | Nonce apostolique     | Marco Dino Brogi                  | 5 février 2002     |
| Érythrée (en)                         | Nonce apostolique     | Dominique Mamberti                | 19 février 2004    |
| Espagne                               | Nonce apostolique     | Manuel Monteiro de Castro         | 1er mars 2000      |
| Estonie (en)                          | Nonce apostolique     | Peter Stephan Zurbriggen          | 25 octobre 2001    |
| Éthiopie (en)                         | Nonce apostolique     | Ramiro Moliner Inglés             | 17 janvier 2004    |
| États-Unis                            | Nonce apostolique     | Gabriel Montalvo Higuera          | 7 décembre 1998    |
| Fidji (en)                            | Nonce apostolique     | Patrick Coveney                   | 15 octobre 1996    |
| Finlande (en)                         | Nonce apostolique     | Giovanni Tonucci                  | 16 octobre 2004    |
| France                                | Nonce apostolique     | Fortunato Baldelli                | 19 juin 1999       |
| Gabon (en)                            | Nonce apostolique     | Andrés Carrascosa Coso            | 26 août 2004       |
| Gambie                                | Nonce apostolique     | Alberto Bottari de Castello       | 18 décembre 1999   |
| Géorgie (en)                          | Nonce apostolique     | Claudio Gugerotti                 | 7 décembre 2001    |
| Ghana (en)                            | Nonce apostolique     | George Kocherry                   | 10 juin 2000       |
| Grande-Bretagne                       | Nonce apostolique     | Faustino Sainz Muñoz              | 11 décembre 2004   |
| Grèce (en)                            | Nonce apostolique     | Paul Fouad Tabet                  | 2 janvier 1996     |
| Grenade (en)                          | Nonce apostolique     | Thomas Gullickson                 | 20 décembre 2004   |
| Guatemala (en)                        | Nonce apostolique     | Bruno Musarò                      | 10 février 2004    |
| Guinée (en)                           | Nonce apostolique     | Alberto Bottari de Castello       | 18 décembre 1999   |
| Guinée-Bissau (en)                    | Nonce apostolique     | Giuseppe Pinto                    | 5 mars 2002        |
| Guinée équatoriale (en)               | Nonce apostolique     | Eliseo Antonio Ariotti            | 5 août 2003        |
| Guyana (en)                           | Nonce apostolique     | Thomas Gullickson                 | 15 décembre 2004   |
| Haïti                                 | Nonce apostolique     | Mario Giordana                    | 27 avril 2004      |
| Honduras (en)                         | Nonce apostolique     | Antonio Arcari                    | 18 juillet 2003    |
| Hongrie                               | Nonce apostolique     | Juliusz Janusz                    | 9 avril 2003       |
| Inde (en)                             | Nonce apostolique     | Pedro López Quintana              | 8 février 2003     |
| Indonésie (en)                        | Nonce apostolique     | Albert Malcolm Ranjith            | 29 avril 2004      |
| Iran (en)                             | Nonce apostolique     | Angelo Mottola                    | 16 juillet 1999    |
| Irak (en)                             | Nonce apostolique     | Fernando Filoni                   | 17 janvier 2001    |
| Irlande (en)                          | Nonce apostolique     | Giuseppe Lazzarotto               | 11 novembre 2000   |
| Islande (en)                          | Nonce apostolique     | Giovanni Tonucci                  | 16 octobre 2004    |
| Israël (en)                           | Nonce apostolique     | Pietro Sambi                      | 6 juin 1998        |
| Italie (en)                           | Nonce apostolique     | Paolo Romeo                       | 17 avril 2001      |
| Jamaïque (en)                         | Nonce apostolique     | Thomas Gullickson                 | 15 décembre 2004   |
| Japon (en)                            | Nonce apostolique     | vacant                            | 18 décembre 2004   |
| Jérusalem et Palestine (en)           | Délégué apostolique   | Pietro Sambi                      | 6 juin 1998        |
| Jordanie (en)                         | Nonce apostolique     | Fernando Filoni                   | 17 janvier 2001    |
| Kazakhstan (en)                       | Nonce apostolique     | Józef Wesołowski                  | 6 novembre 2002    |
| Kenya (en)                            | Nonce apostolique     | vacant                            | 16 octobre 2004    |
| Kiribati (en)                         | Nonce apostolique     | Patrick Coveney                   | 15 octobre 1996    |
| Koweït (en)                           | Nonce apostolique     | Giuseppe De Andrea                | 28 juin 2001       |
| Kirghizistan (en)                     | Nonce apostolique     | Józef Wesołowski                  | 6 juillet 2002     |
| Laos (en)                             | Délégué apostolique   | Salvatore Pennacchio              | 20 septembre 2003  |
| Lesotho (en)                          | Nonce apostolique     | Blasco Francisco Collaço          | 24 juin 2000       |
| Lettonie (en)                         | Nonce apostolique     | Peter Stephan Zurbriggen          | 25 octobre 2001    |
| Liban (en)                            | Nonce apostolique     | Luigi Gatti                       | 28 juin 2001       |
| Liberia (en)                          | Nonce apostolique     | Alberto Bottari de Castello       | 18 décembre 1999   |
| Libye                                 | Nonce apostolique     | Félix del Blanco Prieto           | 24 juin 2003       |
| Liechtenstein (en)                    | Nonce apostolique     | Francesco Canalini                | 8 septembre 2004   |
| Lituanie (en)                         | Nonce apostolique     | Peter Stephan Zurbriggen          | 25 octobre 2001    |
| Luxembourg (en)                       | Nonce apostolique     | Karl-Josef Rauber                 | 22 février 2003    |
| Macédoine (en)                        | Nonce apostolique     | Santos Abril y Castelló           | 9 avril 2003       |
| Madagascar (en)                       | Nonce apostolique     | Augustine Kasujja                 | 22 avril 2004      |
| Malawi (en)                           | Nonce apostolique     | Orlando Antonini                  | 24 juillet 1999    |
| Malaisie (en)                         | Nonce apostolique     | Salvatore Pennacchio              | 20 septembre 2003  |
| Mali (en)                             | Nonce apostolique     | Giuseppe Pinto                    | 5 février 2002     |
| Malte                                 | Nonce apostolique     | Félix del Blanco Prieto           | 5 juin 2003        |
| Maroc (en)                            | Nonce apostolique     | Antonio Sozzo                     | 17 juillet 2003    |
| Îles Marshall (en)                    | Nonce apostolique     | Patrick Coveney                   | 27 avril 1996      |
| Mauritanie (en)                       | Délégué apostolique   | Giuseppe Pinto                    | 4 décembre 2001    |
| Maurice (en)                          | Nonce apostolique     | Augustine Kasujja                 | 9 juin 2004        |
| Mexique (en)                          | Nonce apostolique     | Giuseppe Bertello                 | 27 décembre 2000   |
| Micronésie (en)                       | Nonce apostolique     | Patrick Coveney                   | 15 octobre 1996    |
| Moldavie (en)                         | Nonce apostolique     | Jean-Claude Périsset              | 22 mars 2003       |
| Mongolie (en)                         | Nonce apostolique     | Emil Paul Tscherrig               | 17 juin 2004       |
| Mozambique (en)                       | Nonce apostolique     | George Panikulam                  | 3 juillet 2003     |
| Namibie (en)                          | Nonce apostolique     | Blasco Francisco Collaço          | 24 mai 2000        |
| Nations unies - New York              | Observateur permanent | Celestino Migliore                | 30 octobre 2002    |
| Nations unies - Genève                | Observateur permanent | Silvano Tomasi                    | 10 juin 2003       |
| Nauru (en)                            | Nonce apostolique     | Patrick Coveney                   | 7 décembre 1996    |
| Népal (en)                            | Nonce apostolique     | Pedro López Quintana              | 8 février 2003     |
| Nicaragua (en)                        | Nonce apostolique     | Jean-Paul Gobel                   | 31 octobre 2001    |
| Niger (en)                            | Nonce apostolique     | Mario Roberto Cassari             | 8 septembre 2004   |
| Nigeria (en)                          | Nonce apostolique     | Renzo Fratini                     | 27 janvier 2004    |
| Norvège (en)                          | Nonce apostolique     | Giovanni Tonucci                  | 16 octobre 2004    |
| Nouvelle-Zélande (en)                 | Nonce apostolique     | Patrick Coveney                   | 27 avril 1996      |
| Ouganda (en)                          | Nonce apostolique     | Christophe Pierre                 | 10 mai 1999        |
| Ouzbékistan (en)                      | Nonce apostolique     | Józef Wesołowski                  | 6 novembre 2002    |
| Pakistan (en)                         | Nonce apostolique     | Alessandro D'Errico               | 14 novembre 1998   |
| Palaos (en)                           | Nonce apostolique     | Patrick Coveney                   | 14 juillet 2001    |
| Panama (en)                           | Nonce apostolique     | Giacomo Guido Ottonello           | 29 novembre 1999   |
| Papouasie-Nouvelle-Guinée (en)        | Nonce apostolique     | Adolfo Tito Yllana                | 13 décembre 2001   |
| Paraguay (en)                         | Nonce apostolique     | Antonio Lucibello                 | 27 juillet 1999    |
| Pays-Bas (en)                         | Nonce apostolique     | François Bacqué                   | 27 février 2001    |
| Pérou (en)                            | Nonce apostolique     | Rino Passigato                    | 17 juillet 1999    |
| Philippines (en)                      | Nonce apostolique     | Antonio Franco                    | 6 avril 1999       |
| Pologne                               | Nonce apostolique     | Józef Kowalczyk                   | 26 août 1989       |
| Porto Rico (en)                       | Délégué apostolique   | Timothy Broglio                   | 27 février 2001    |
| Portugal (en)                         | Nonce apostolique     | Alfio Rapisarda                   | 12 octobre 2002    |
| Qatar (en)                            | Nonce apostolique     | Giuseppe De Andrea                | 29 novembre 2003   |
| Roumanie                              | Nonce apostolique     | Jean-Claude Périsset              | 12 novembre 1998   |
| Russie                                | Nonce apostolique     | Antonio Mennini                   | 6 novembre 2002    |
| Rwanda                                | Nonce apostolique     | Anselmo Guido Pecorari            | 29 novembre 2003   |
| Saint-Christophe-et-Niévès (en)       | Nonce apostolique     | Thomas Gullickson                 | 2 octobre 2004     |
| Sainte-Lucie (en)                     | Nonce apostolique     | Thomas Gullickson                 | 2 octobre 2004     |
| Saint-Vincent-et-les-Grenadines (en)  | Nonce apostolique     | Thomas Gullickson                 | 2 octobre 2004     |
| Salvador                              | Nonce apostolique     | Giacinto Berloco                  | 5 mai 1998         |
| Samoa (en)                            | Nonce apostolique     | Patrick Coveney                   | 27 avril 1996      |
| Saint-Marin (en)                      | Nonce apostolique     | Paolo Romeo                       | 17 avril 2001      |
| Sao Tomé-et-Principe (en)             | Nonce apostolique     | Giovanni Angelo Becciu            | 15 novembre 2001   |
| Sénégal                               | Nonce apostolique     | Giuseppe Pinto                    | 4 décembre 2001    |
| Seychelles (en)                       | Nonce apostolique     | Augustine Kasujja                 | 22 avril 2004      |
| Sierra Leone (en)                     | Nonce apostolique     | Alberto Bottari de Castello       | 18 décembre 1999   |
| Singapour (en)                        | Nonce apostolique     | Salvatore Pennacchio              | 20 septembre 2003  |
| Slovaquie (en)                        | Nonce apostolique     | Henryk Józef Nowacki              | 8 février 2001     |
| Slovénie                              | Nonce apostolique     | Santos Abril y Castelló           | 9 avril 2003       |
| Îles Salomon (en)                     | Nonce apostolique     | Adolfo Tito Yllana                | 5 février 2002     |
| Somalie (en)                          | Délégué apostolique   | Ramiro Moliner Inglés             | 17 janvier 2004    |
| Soudan (en)                           | Nonce apostolique     | Dominique Mamberti                | 18 mai 2002        |
| Sri Lanka (en)                        | Nonce apostolique     | Mario Zenari                      | 10 mai 2004        |
| Suriname (en)                         | Nonce apostolique     | Thomas Gullickson                 | 15 décembre 2004   |
| Swaziland (en)                        | Nonce apostolique     | Blasco Francisco Collaço          | 24 juin 2000       |
| Suède (en)                            | Nonce apostolique     | Giovanni Tonucci                  | 16 octobre 2004    |
| Suisse                                | Nonce apostolique     | Francesco Canalini                | 8 septembre 2004   |
| Syrie (en)                            | Nonce apostolique     | Mario Zenari                      | 6 mars 2004        |
| Tadjikistan (en)                      | Nonce apostolique     | Józef Wesołowski                  | 16 février 2002    |
| Tanzanie (en)                         | Nonce apostolique     | Luigi Pezzuto                     | 22 mai 1999        |
| Tchad (en)                            | Nonce apostolique     | Joseph Chennoth                   | 24 août 1999       |
| République tchèque                    | Nonce apostolique     | Diego Causero                     | 10 janvier 2004    |
| Thaïlande (en)                        | Nonce apostolique     | Salvatore Pennacchio              | 20 septembre 2003  |
| Timor oriental (en)                   | Nonce apostolique     | Albert Malcolm Ranjith            | 29 avril 2004      |
| Togo                                  | Nonce apostolique     | Pierre Nguyên Van Tot             | 25 novembre 2002   |
| Tonga (en)                            | Nonce apostolique     | Patrick Coveney                   | 27 avril 1996      |
| Trinité-et-Tobago (en)                | Nonce apostolique     | Thomas Gullickson                 | 2 octobre 2004     |
| Tunisie                               | Nonce apostolique     | Thomas Yeh Sheng-nan              | 22 avril 2004      |
| Turquie (en)                          | Nonce apostolique     | Edmond Farhat                     | 11 décembre 2001   |
| Turkménistan (en)                     | Nonce apostolique     | Edmond Farhat                     | 11 décembre 2001   |
| Ukraine (en)                          | Nonce apostolique     | Ivan Jurkovič                     | 22 avril 2004      |
| Union européenne                      | Nonce apostolique     | vacant                            | 11 décembre 2004   |
| Uruguay (en)                          | Nonce apostolique     | Janusz Bolonek                    | 11 novembre 1999   |
| Vanuatu (en)                          | Nonce apostolique     | Patrick Coveney                   | 15 octobre 1996    |
| Venezuela (en)                        | Nonce apostolique     | André Dupuy                       | 27 mars 2000       |
| Viêt Nam (en)                         | Délégué apostolique   | vacant                            | 19 septembre 1975  |
| Yémen (en)                            | Nonce apostolique     | Giuseppe De Andrea                | 28 juin 2001       |
| Yougoslavie (en)                      | Nonce apostolique     | Eugenio Sbarbaro                  | 26 avril 2000      |
| Zambie                                | Nonce apostolique     | Orlando Antonini                  | 24 juillet 1999    |
| Zimbabwe (en)                         | Nonce apostolique     | Edward Joseph Adams               | 22 août 2002       |

### Sources
- Bulletins de la salle de presse du Saint-Siège
- Postes diplomatiques de la Curie